# Pierre Litoux
Pierre Litoux, né le 7 juillet 1902 à Saint-Lyphard et décédé le 12 mai 1987 dans la même ville, est un homme politique français, maire de la commune de 1929 à 1977.

## Biographie
Pierre Litoux est le fils de Victor Litoux, industriel, maire de Saint-Lyphard, et de Louise Marie Sainte Gautron. Il est de la famille de l'architecte Jean Litoux. Il épouse Madeleine Gouraud, fille du Dr Armand Gouraud.
Cultivateur et producteur laitier, il est élu maire de sa commune natale en mai 1929. Reconduit dans ses fonctions en 1935, il dirige pendant la Seconde guerre mondiale le réseau de résistance des « Trois clefs » et demeure premier édile durant cette période.
À la Libération, il est désigné président du Comité local de libération de Saint-Lyphard et est réélu maire lors des scrutins de 1945, 1947, 1953 et 1959.
Suppléant de Bernard Le Douarec pendant la première législature, il se porte candidat à la députation en 1962 : au premier tour, il arrive nettement en tête devant le républicain populaire Bernard Legrand et le député sortant – qui se retire – et au second, il est largement élu en recueillant 58,57 % des suffrages.
En 1967, il souhaite se représenter mais doit se retirer au profit d'Olivier Guichard, candidat officiellement investi par le « Comité d'Action de la Ve République », dont il devient le suppléant. Il retrouve les bancs de l'Assemblée nationale quelques semaines plus tard à la faveur de la nomination de M. Guichard au gouvernement. La dissolution de 1968 met fin à sa carrière parlementaire.
Effectuant deux mandats municipaux supplémentaires, il se retire en mars 1977. Pour ces quatre décennies à la tête de Saint-Lyphard, il reçoit le titre de maire honoraire.
Il y meurt le 12 mai 1987.

## Détail des fonctions et des mandats
Mandats parlementaires
- 25 novembre 1962 - 2 avril 1967 : député de la septième circonscription de la Loire-Atlantique
- 8 mai 1967 - 30 mai 1968 : député de la septième circonscription de la Loire-Atlantique

Mandat local
- 19 mai 1929 - 25 mars 1977 : maire de Saint-Lyphard